# Laxdalingarnas saga

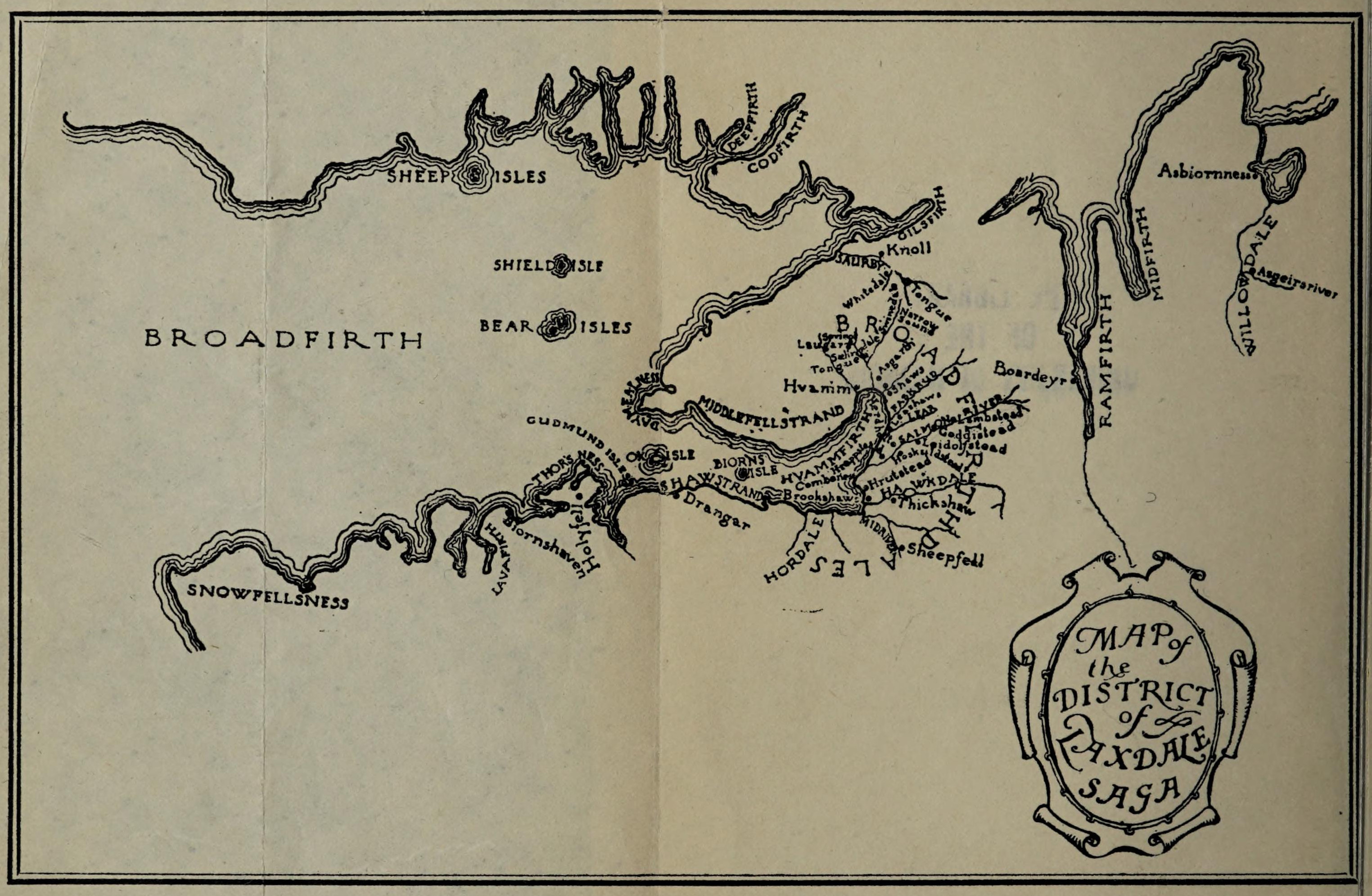
Karta över området där Laxdælasaga utspelar sig, från en engelsk översättning.

Laxdalingarnas saga (isländska Laxdæla saga, fornisländska/fornnordiska Laxdœla saga) (även Laxdalssagan) är en isländsk saga om laxdalsätten, troligtvis författad på västra Island under tidigare halvan av 1200-talet. Den är en av de viktigaste isländska ättesagorna, och är enligt Nordisk familjeboks uggleupplaga en av de litterärt bästa isländska sagorna, med bra karaktärsporträtt och följdriktig händelseutveckling. 
Som med många andra isländska sagor är det troligt att verkliga händelser ligger till grund för sagan, men de är i så fall förvrängda och tidsmässigt våldsamt omkastade i sagan, och den har därför begränsad historisk trovärdighet. Författaren skildrar också sådant som han inte kände till från tidigare epoker så som de var i dennes samtid, till exempel dräkter och rustningar. Däremot betraktad som just en saga eller en historisk roman anses Laxdalingarnas saga som en av de bättre isländska sagorna. 
I handskrifterna är slutet av sagan nedskriven långt senare som ett eget påhäng, kallat Bollaþáttr. Detta har en mindre verklighetsförankring och tros vara nedskrivet i början av 1300-talet.

## Handling
Laxdalingarnas saga handlar om en släkts öden genom sju eller åtta släktled. Handlingen tar sin början under årtiondena efter år 900. Den norske hövdingen Kettil flatnäsa och hans familj flyr från Norge undan Harald Hårfagers välde.
I början handlar sagan om tre huvudpersoner, nämligen Unn den djuptänkta, Unns sondotterson Hoskuld Dala-Kollsson, och Hoskulds son Olav påfågel. Olav påfågel är i sin tur far till Kjartan, som är med i triangeldramat i sagans senare del.
Därefter är sagans huvudperson den för sin skönhet beundrade Gudrun Osvifrsdotter, som älskas av Kjartan och hans fosterbror och kusin Bolle Torleiksson. Gudrun är djupt fäst vid och förälskad i Kjartan, men det ryktas att han har ett förhållande till norske kung Olav Tryggvasons syster Ingeborg, och hon äktar därför istället Bolle. Ryktet visar sig emellertid vara falskt och de båda fosterbröderna hamnar därefter i fejd med varandra om Gudrun. Bolle dödar Kjartan, men blir sedan själv dödad av Kjartans anhängare. 
Gudrun var gift fyra gånger. I slutet av hennes liv frågar hennes son Bolli Bollason henne vilken man hon älskat mest. Hon besvarar honom då med den berömda repliken: 
”Þeim var ek verst, er ek unna mest” [Mot honom var jag värst, som jag älskade mest].
Sagan torde avslutas omkring år 1230.

## Tillkomst, manuskript och översättning
Sagan kan inte ha skrivits i sin nuvarande form förrän tidigast strax före år 1250. Den finns bevarad i Möðruvallabók (AM 132 fol), samt i Vatnshyrna, i Ásgeir Jónssons avskrift.
Sagan trycktes först i Köpenhamn år 1826.
Sagan är översatt till svenska av Albert Ulrik Bååth, Natanael Beckman, Hjalmar Alving (1935), Åke Ohlmarks (1963) och Lars Lönnroth (2014).